# Die schöne Lügnerin
Die schöne Lügnerin ist ein deutsch-französischer Spielfilm aus dem Jahr 1959.

## Handlung
Der Film spielt in Wien während des Wiener Kongresses im Jahr 1815. Die schöne junge Fanny Emmetsrieder stammt aus einfachen Verhältnissen und arbeitet als Korsettschneiderin. Sie verliebt sich in den jungen Martin, der sich als Kammerdiener des Fürsten Metternich ausgibt. Martin hat ihr seine wahre Herkunft jedoch verheimlicht. Tatsächlich ist er ein Graf, der keine Beziehung zu dem Arbeiter-Mädchen eingehen darf. Als sie die wahre Identität ihres Geliebten erfährt, ist sie erbost und begibt sich in das Schloss, wo der Wiener Kongress abgehalten wird. Dort trifft sie auf den russischen Zaren Alexander. Der Zar hält sie für eine Adlige und lädt sie zu einem Ball ein. Fanny kommt nun aus den Lügengeschichten nicht mehr heraus und spielt vor versammeltenden  Delegierten Europas die weltgewandte Dame aus adeligem Hause. Höhepunkt ihrer Geschichtchen wird die Behauptung, dass Napoleon Bonaparte von der Insel Elba geflohen sei. Ihre Schilderung löst eine Generalmobilmachung der europäischen Gegner Napoleons aus. Über diesen Aktionismus der europäischen Herrscher ist Fanny äußerst erschrocken. Sie gibt die Lügengeschichte zu. Als jedoch die Wirklichkeit ihre Erzählungen einholt und Wien die Nachricht erreicht, Napoleon sei tatsächlich nach Frankreich zurückgekehrt, wird sie zur Heldin. Zar Alexander erhebt sie in den Adelsstand und so kann sie ihren Geliebten Martin heiraten.

## Hintergrund
Der Film entstand nach einem musikalischen Lustspiel von Just Scheu und Ernst Nebhut. Die Uraufführung des Films fand am 10. September 1959 im Turm-Palast in Frankfurt am Main statt. In Frankreich kam die französisch synchronisierte Version unter dem Titel La Belle et l’Empereur am 1. Juni 1960 in die Kinos.

## Kritiken
„Verwechslungsspiel einer verliebten Korsettschneiderin, die sich beim Wiener Kongress zur Komtesse hinaufflunkert. Regisseur Axel von Ambesser bläst dabei zaghaft ins politische Horn, doch reicht sein Atem kaum für die ersten Minuten.“

## Hörspielfassung
Unter dem gleichen Titel sendete der Bayerische Rundfunk am 30. Januar 1955 eine von Fritz Benscher bearbeitete Hörspielfassung, bei der er Regie führte und eine Sprecherrolle übernahm. In dem 105-minütigen Stück wirkten außerdem Margit Saad, Hans Baur, Werner Hinz, Elinor von Wallerstein, Ernst Stankovski, Kurt Marquardt und Franz Loskarn mit.